# Догарешти (Алба)
Догарешти (рум. Dogărești) насеље је у Румунији у округу Алба у општини Бучум. Oпштина се налази на надморској висини од 888 m.

## Становништво
Према подацима из 2002. године у насељу је живело 15 становника, од којих су сви румунске националности.